# Liste der Deutschen Meister im 10.000-Meter-Lauf
Der 10.000-Meter-Lauf ist bei den Männern seit 1919 Bestandteil der Deutschen Leichtathletik-Meisterschaften. Eine offizielle Meisterschaft der Frauen wurde in der Bundesrepublik Deutschland 1983 vom DLV eingeführt, 1985 folgte der DVfL und nahm die Disziplin ins Meisterschaftsprogramm der DDR auf. 1948 und 1949 wurden die 10.000 Meter in der DDR bzw. der SBZ nicht ausgetragen.

## Deutsche Meisterschaftsrekorde
| Männer | 27:53,59 min | Dieter Baumann (TSV Bayer 04 Leverkusen) | Lindau  | 23. Mai 1998 |
| Frauen | 31:15,41 min | Kathrin Weßel, geb. Ullrich (OSC Berlin) | Koblenz | 16. Mai 1996 |

## Gesamtdeutsche Meister seit 1991 (DLV)
| Jahr | Ort                                                        | Datum                                                      | Männer                                                     | Männer                                                     | Frauen                                                     | Frauen                                                     |
| Jahr | Ort                                                        | Datum                                                      | Athlet                                                     | Zeit [min]                                                 | Athletin                                                   | Zeit [min]                                                 |
| ---- | ---------------------------------------------------------- | ---------------------------------------------------------- | ---------------------------------------------------------- | ---------------------------------------------------------- | ---------------------------------------------------------- | ---------------------------------------------------------- |
| 2025 | Hamburg                                                    | 3. Mai                                                     | Nils Voigt (TV Wattenscheid 01)                            | 28:19,83                                                   | Elena Burkard (LG farbtex Nordschwarzwald)                 | 31:40,79                                                   |
| 2024 | Wassenberg                                                 | 4. Mai                                                     | Filimon Abraham (LG Telis Finanz Regensburg)               | 27:59,98                                                   | Eva Dieterich (LAV Stadtwerke Tübingen)                    | 31:56,58                                                   |
| 2023 | Mittweida                                                  | 6. Mai                                                     | Nils Voigt (TV Wattenscheid 01)                            | 28:03,15                                                   | Domenika Mayer (LG Telis Finanz Regensburg)                | 32:14,34                                                   |
| 2022 | Pliezhausen                                                | 7. Mai                                                     | Simon Boch (LG Telis Finanz Regensburg)                    | 28:11,69                                                   | Alina Reh (SCC Berlin)                                     | 32:06,63                                                   |
| 2021 | Mainz                                                      | 1. Mai                                                     | Nils Voigt (TV Wattenscheid 01)                            | 28:11,31                                                   | Rabea Schöneborn (LG Nord Berlin)                          | 32:55,96                                                   |
| 2020 | Wegen der COVID-19-Pandemie wurde der Wettbewerb abgesagt. | Wegen der COVID-19-Pandemie wurde der Wettbewerb abgesagt. | Wegen der COVID-19-Pandemie wurde der Wettbewerb abgesagt. | Wegen der COVID-19-Pandemie wurde der Wettbewerb abgesagt. | Wegen der COVID-19-Pandemie wurde der Wettbewerb abgesagt. | Wegen der COVID-19-Pandemie wurde der Wettbewerb abgesagt. |
| 2019 | Essen                                                      | 8. Juni                                                    | Richard Ringer (LC Rehlingen)                              | 28:28,89                                                   | Alina Reh (SSV Ulm 1846)                                   | 31:19,87                                                   |
| 2018 | Pliezhausen                                                | 12. Mai                                                    | Sebastian Hendel (LG Vogtland)                             | 29:13,64                                                   | Anna Gehring (ASV Köln)                                    | 33:33,96                                                   |
| 2017 | Bautzen                                                    | 13. Mai                                                    | Simon Boch (LG Telis Finanz Regensburg)                    | 29:13,60                                                   | Sabrina Mockenhaupt (LT Haspa Marathon Hamburg)            | 33:08,42                                                   |
| 2016 | Celle                                                      | 7. Mai                                                     | Mitku Seboka (LAC Quelle Fürth)                            | 29:23,57                                                   | Sabrina Mockenhaupt (LG Sieg)                              | 32:40,80                                                   |
| 2015 | Ohrdruf                                                    | 2. Mai                                                     | Mitku Seboka (LAC Quelle Fürth)                            | 29:18,14                                                   | Fate Tola (Leichtathletik-Gemeinschaft Braunschweig)       | 33:30,32                                                   |
| 2014 | Aichach                                                    | 4. Mai                                                     | Richard Ringer (VfB LC Friedrichshafen)                    | 28:28,96                                                   | Corinna Harrer (LG Telis Finanz Regensburg)                | 32:27,75                                                   |
| 2013 | Bremen                                                     | 4. Mai                                                     | Homiyu Tesfaye (LG Eintracht Frankfurt)                    | 29:08,44                                                   | Eleni Gebrehiwot (TV Wattenscheid 01)                      | 32:26,92                                                   |
| 2012 | Marburg                                                    | 5. Mai                                                     | Philipp Pflieger (LG Telis Finanz Regensburg)              | 28:45,76                                                   | Sabrina Mockenhaupt (LG Sieg)                              | 32:24,36                                                   |
| 2011 | Essen                                                      | 7. Mai                                                     | Musa Roba-Kinkal (SC Gelnhausen)                           | 29:22,02                                                   | Sabrina Mockenhaupt (LG Sieg)                              | 34:34,99                                                   |
| 2010 | Ohrdruf                                                    | 1. Mai                                                     | Christian Glatting (TV Wattenscheid 01)                    | 28:40,18                                                   | Sabrina Mockenhaupt (Kölner Verein für Marathon)           | 32:10,31                                                   |
| 2009 | Bremen                                                     | 2. Mai                                                     | Filmon Ghirmai (LAV Asics Tübingen)                        | 29:40,06                                                   | Sabrina Mockenhaupt (Kölner Verein für Marathon)           | 31:27,56                                                   |
| 2008 | Nürnberg                                                   | 3. Mai                                                     | Sebastian Hallmann (LG Stadtwerke München)                 | 29:24,13                                                   | Irina Mikitenko (TV Wattenscheid)                          | 31:57,71                                                   |
| 2007 | Zeulenroda                                                 | 5. Mai                                                     | Jan Fitschen (TV Wattenscheid)                             | 29:17,30                                                   | Sabrina Mockenhaupt (Kölner Verein für Marathon)           | 31:56,09                                                   |
| 2006 | Tübingen                                                   | 6. Mai                                                     | Jan Fitschen (TV Wattenscheid)                             | 28:19,57                                                   | Irina Mikitenko (TV Wattenscheid)                          | 32:30,33                                                   |
| 2005 | Koblenz                                                    | 28. Mai                                                    | Jan Fitschen (TV Wattenscheid)                             | 29:55,44                                                   | Sabrina Mockenhaupt (LG Sieg)                              | 34:36,43                                                   |
| 2004 | Borna                                                      | 20. Mai                                                    | Oliver Dietz (LG Braunschweig)                             | 29:20,92                                                   | Sabrina Mockenhaupt (LG Sieg)                              | 31:52,40                                                   |
| 2003 | München                                                    | 17. Mai                                                    | Dieter Baumann (LAV Tübingen)                              | 28:28,47                                                   | Sabrina Mockenhaupt (LG Sieg)                              | 32:11,95                                                   |
| 2002 | Dessau                                                     | 11. Mai                                                    | Alexander Lubina (TV Wattenscheid 01)                      | 28:41,55                                                   | Melanie Schulz (SV Creaton Großengottern)                  | 32:40,09                                                   |
| 2001 | Kandel                                                     | 19. Mai                                                    | Thomas Greger (TV Hatzenbühl)                              | 28:41,16                                                   | Luminita Zaituc (LG Braunschweig)                          | 32:35,90                                                   |
| 2000 | Troisdorf                                                  | 27. Mai                                                    | Thorsten Naumann (USC Mainz)                               | 28:44,86                                                   | Petra Wassiluk (ASC Darmstadt)                             | 32:20,49                                                   |
| 1999 | Leinfelden                                                 | 22. Mai                                                    | Thorsten Naumann (USC Mainz)                               | 29:08,15                                                   | Melanie Kraus (TSV Bayer 04 Leverkusen)                    | 33:28,49                                                   |
| 1998 | Lindau                                                     | 23. Mai                                                    | Dieter Baumann (TSV Bayer 04 Leverkusen)                   | 27:53,59                                                   | Irina Mikitenko (TV Wattenscheid 01)                       | 32:10,61                                                   |
| 1997 | Osnabrück                                                  | 24. Mai                                                    | Thorsten Naumann (LAV Bayer Uerdingen / Dormagen)          | 28:17,93                                                   | Sonja Krolik (TSV Bayer 04 Leverkusen)                     | 32:39,50                                                   |
| 1996 | Koblenz                                                    | 16. Mai                                                    | Stéphane Franke (SV Salamander Kornwestheim)               | 28:07,68                                                   | Kathrin Weßel, geb. Ullrich (OSC Berlin)                   | 31:15,41                                                   |
| 1995 | Blankenburg (Harz)                                         | 25. Mai                                                    | Stéphane Franke (SV Salamander Kornwestheim)               | 28:05,28                                                   | Kathrin Weßel, geb. Ullrich (OSC Berlin)                   | 32:22,24                                                   |
| 1994 | Kappelrodeck                                               | 14. Mai                                                    | Dieter Baumann (LG Bayer Leverkusen)                       | 28:20,66                                                   | Kathrin Weßel, geb. Ullrich (OSC Berlin)                   | 32:44,11                                                   |
| 1993 | Trier                                                      | 15. Mai                                                    | Stéphane Franke (SV Salamander Kornwestheim)               | 27:57,98                                                   | Kathrin Weßel, geb. Ullrich (OSC Berlin)                   | 32:00,52                                                   |
| 1992 | Jena                                                       | 28. Mai                                                    | Carsten Eich (Motor Gohlis-Nord Leipzig)                   | 28:00,55                                                   | Kathrin Ullrich (Berliner SC)                              | 31:20,62                                                   |
| 1991 | Potsdam                                                    | 5. Juni                                                    | Jens Karraß (SCC Berlin)                                   | 28:15,28                                                   | Kathrin Ullrich (SCC Berlin)                               | 31:46,00                                                   |

## Meister in derBundesrepublik Deutschlandbzw. derTrizonevon 1948 bis 1990 (DLV)
| Jahr | Ort              | Datum         | Männer                                        | Männer     | Frauen                                                     | Frauen                                                     |
| Jahr | Ort              | Datum         | Athlet                                        | Zeit [min] | Athletin                                                   | Zeit [min]                                                 |
| ---- | ---------------- | ------------- | --------------------------------------------- | ---------- | ---------------------------------------------------------- | ---------------------------------------------------------- |
| 1990 | Düsseldorf       | 10. August    | Kurt Stenzel (ASC Darmstadt)                  | 28:59,52   | Kerstin Preßler (LAC Halensee Berlin)                      | 32:27,51                                                   |
| 1989 | Hamburg          | 11. August    | Kurt Stenzel (ASC Darmstadt)                  | 28:49,93   | Iris Biba (DJK Freigericht)                                | 32:39,33                                                   |
| 1988 | Frankfurt/M.     | 22. Juli      | Ralf Salzmann (PSV Grün-Weiß Kassel)          | 29:01,53   | Kerstin Preßler (Neuköllner Sportfreunde)                  | 33:31,37                                                   |
| 1987 | Gelsenkirchen    | 10. Juli      | Herbert Steffny (Post-SV Jahn Freiburg)       | 28:53,62   | Kerstin Preßler (Neuköllner Sportfreunde)                  | 32:52,43                                                   |
| 1986 | Berlin           | 11. Juli      | Christoph Herle (VfL Waldkraiburg)            | 28:34,39   | Kerstin Preßler (LG Süd Berlin)                            | 32:47,80                                                   |
| 1985 | Stuttgart        | 2. August     | Christoph Herle (VfL Waldkraiburg)            | 28:17,88   | Charlotte Teske, geb. Bernhard (ASC Darmstadt)             | 32:53,28                                                   |
| 1984 | Düsseldorf       | 22. Juni      | Christoph Herle (LAC Quelle Fürth)            | 28:17,88   | Charlotte Teske, geb. Bernhard (ASC Darmstadt)             | 33:29,76                                                   |
| 1983 | Bremen           | 24. Juni      | Christoph Herle (LAC Quelle Fürth)            | 28:22,52   | Charlotte Teske, geb. Bernhard (ASC Darmstadt)             | 32:13,85 (DR)                                              |
| 1982 | München          | 23. Juli      | Hans-Jürgen Orthmann (VfL Wehbach)            | 28:47,15   | Wettbewerb für Frauen noch nicht im Meisterschaftsprogramm | Wettbewerb für Frauen noch nicht im Meisterschaftsprogramm |
| 1981 | Fürth            | 30. Mai       | Karl Fleschen (TuS 04 Leverkusen)             | 28:25,72   | Wettbewerb für Frauen noch nicht im Meisterschaftsprogramm | Wettbewerb für Frauen noch nicht im Meisterschaftsprogramm |
| 1980 | Göttingen        | 24. Mai       | Karl Fleschen (TuS 04 Leverkusen)             | 28:19,9    | Wettbewerb für Frauen noch nicht im Meisterschaftsprogramm | Wettbewerb für Frauen noch nicht im Meisterschaftsprogramm |
| 1979 | Ludwigshafen/Rh. | 2. Juni       | Karl Fleschen (TuS 04 Leverkusen)             | 28:40,1    | Wettbewerb für Frauen noch nicht im Meisterschaftsprogramm | Wettbewerb für Frauen noch nicht im Meisterschaftsprogramm |
| 1978 | Berlin           | 28. Mai       | Karl Fleschen (TSV Bayer 04 Leverkusen)       | 28:39,4    | Wettbewerb für Frauen noch nicht im Meisterschaftsprogramm | Wettbewerb für Frauen noch nicht im Meisterschaftsprogramm |
| 1977 | Dortmund         | 19. Mai       | Detlef Uhlemann (LG Bonn-Troisdorf)           | 28:03,4    | Wettbewerb für Frauen noch nicht im Meisterschaftsprogramm | Wettbewerb für Frauen noch nicht im Meisterschaftsprogramm |
| 1976 | Lübeck           | 11. September | Klaus-Peter Hildenbrand (ASC Wella Darmstadt) | 28:35,8    | Wettbewerb für Frauen noch nicht im Meisterschaftsprogramm | Wettbewerb für Frauen noch nicht im Meisterschaftsprogramm |
| 1975 | Bonn             | 19. Mai       | Detlef Uhlemann (LG Bonn-Troisdorf)           | 28:08,0    | Wettbewerb für Frauen noch nicht im Meisterschaftsprogramm | Wettbewerb für Frauen noch nicht im Meisterschaftsprogramm |
| 1974 | Hannover         | 27. Juli      | Detlef Uhlemann (LC Bonn)                     | 28:48,6    | Wettbewerb für Frauen noch nicht im Meisterschaftsprogramm | Wettbewerb für Frauen noch nicht im Meisterschaftsprogramm |
| 1973 | Berlin           | 21. Juli      | Detlef Uhlemann (LC Bonn)                     | 28:52,2    | Wettbewerb für Frauen noch nicht im Meisterschaftsprogramm | Wettbewerb für Frauen noch nicht im Meisterschaftsprogramm |
| 1972 | München          | 22. Juli      | Lutz Philipp (ASC Darmstadt)                  | 28:39,2    | Wettbewerb für Frauen noch nicht im Meisterschaftsprogramm | Wettbewerb für Frauen noch nicht im Meisterschaftsprogramm |
| 1971 | Stuttgart        | 10. Juli      | Jens Wollenberg (TSV Bayer 04 Leverkusen)     | 29:59,6    | Wettbewerb für Frauen noch nicht im Meisterschaftsprogramm | Wettbewerb für Frauen noch nicht im Meisterschaftsprogramm |
| 1970 | Berlin           | 9. August     | Manfred Letzerich (LG Wiesbaden)              | 28:54,8    | Wettbewerb für Frauen noch nicht im Meisterschaftsprogramm | Wettbewerb für Frauen noch nicht im Meisterschaftsprogramm |
| 1969 | Düsseldorf       | 16. August    | Joachim Ließ (SV Polizei Hamburg)             | 29:10,2    | Wettbewerb für Frauen noch nicht im Meisterschaftsprogramm | Wettbewerb für Frauen noch nicht im Meisterschaftsprogramm |
| 1968 | Berlin           | 17. August    | Manfred Letzerich (Eintracht Wiesbaden)       | 29:17,8    | Wettbewerb für Frauen noch nicht im Meisterschaftsprogramm | Wettbewerb für Frauen noch nicht im Meisterschaftsprogramm |
| 1967 | Stuttgart        | 5. August     | Lutz Philipp (LBV Phönix Lübeck)              | 29:27,6    | Wettbewerb für Frauen noch nicht im Meisterschaftsprogramm | Wettbewerb für Frauen noch nicht im Meisterschaftsprogramm |
| 1966 | Hannover         | 6. August     | Manfred Letzerich (Eintracht Wiesbaden)       | 28:58,2    | Wettbewerb für Frauen noch nicht im Meisterschaftsprogramm | Wettbewerb für Frauen noch nicht im Meisterschaftsprogramm |
| 1965 | Duisburg         | 6. August     | Lutz Philipp (LBV Phönix Lübeck)              | 29:32,4    | Wettbewerb für Frauen noch nicht im Meisterschaftsprogramm | Wettbewerb für Frauen noch nicht im Meisterschaftsprogramm |
| 1964 | Berlin           | 7. August     | Horst Flosbach (KSV Hessen Kassel)            | 29:47,6    | Wettbewerb für Frauen noch nicht im Meisterschaftsprogramm | Wettbewerb für Frauen noch nicht im Meisterschaftsprogramm |
| 1963 | Augsburg         | 9. August     | Peter Kubicki (SCC Berlin)                    | 30:26,0    | Wettbewerb für Frauen noch nicht im Meisterschaftsprogramm | Wettbewerb für Frauen noch nicht im Meisterschaftsprogramm |
| 1962 | Hamburg          | 27. Juli      | Peter Kubicki (SCC Berlin)                    | 29:15,8    | Wettbewerb für Frauen noch nicht im Meisterschaftsprogramm | Wettbewerb für Frauen noch nicht im Meisterschaftsprogramm |
| 1961 | Düsseldorf       | 28. Juli      | Roland Watschke (VfL Wolfsburg)               | 29:54,4    | Wettbewerb für Frauen noch nicht im Meisterschaftsprogramm | Wettbewerb für Frauen noch nicht im Meisterschaftsprogramm |
| 1960 | Berlin           | 25. Juli      | Roland Watschke (VfL Wolfsburg)               | 30:09,6    | Wettbewerb für Frauen noch nicht im Meisterschaftsprogramm | Wettbewerb für Frauen noch nicht im Meisterschaftsprogramm |
| 1959 | Stuttgart        | 24. Juli      | Xaver Höger (TV Grönenbach)                   | 30:20,2    | Wettbewerb für Frauen noch nicht im Meisterschaftsprogramm | Wettbewerb für Frauen noch nicht im Meisterschaftsprogramm |
| 1958 | Hannover         | 18. Juli      | Walter Konrad (TSV 1860 München)              | 30:00,8    | Wettbewerb für Frauen noch nicht im Meisterschaftsprogramm | Wettbewerb für Frauen noch nicht im Meisterschaftsprogramm |
| 1957 | Düsseldorf       | 16. August    | Walter Konrad (TSV 1860 München)              | 29:50,4    | Wettbewerb für Frauen noch nicht im Meisterschaftsprogramm | Wettbewerb für Frauen noch nicht im Meisterschaftsprogramm |
| 1956 | Berlin           | 17. August    | Herbert Schade (Solinger LC)                  | 29:38,8    | Wettbewerb für Frauen noch nicht im Meisterschaftsprogramm | Wettbewerb für Frauen noch nicht im Meisterschaftsprogramm |
| 1955 | Frankfurt/M.     | 4. August     | Fritz Hänsch (TSV München-Ost)                | 30:40,4    | Wettbewerb für Frauen noch nicht im Meisterschaftsprogramm | Wettbewerb für Frauen noch nicht im Meisterschaftsprogramm |
| 1954 | Hamburg          | 6. August     | Herbert Schade (Solinger LC)                  | 29:30,0    | Wettbewerb für Frauen noch nicht im Meisterschaftsprogramm | Wettbewerb für Frauen noch nicht im Meisterschaftsprogramm |
| 1953 | Augsburg         | 25. Juli      | Herbert Schade (Solinger LC)                  | 30:58,4    | Wettbewerb für Frauen noch nicht im Meisterschaftsprogramm | Wettbewerb für Frauen noch nicht im Meisterschaftsprogramm |
| 1952 | Berlin           | 29. Juni      | Herbert Schade (Solinger LC)                  | 30:46,2    | Wettbewerb für Frauen noch nicht im Meisterschaftsprogramm | Wettbewerb für Frauen noch nicht im Meisterschaftsprogramm |
| 1951 | Düsseldorf       | 28. Juli      | Erich Kruzycki (SC Victoria Hamburg)          | 31:45,2    | Wettbewerb für Frauen noch nicht im Meisterschaftsprogramm | Wettbewerb für Frauen noch nicht im Meisterschaftsprogramm |
| 1950 | Stuttgart        | 5. August     | Hermann Eberlein (TSV 1860 München)           | 31:32,4    | Wettbewerb für Frauen noch nicht im Meisterschaftsprogramm | Wettbewerb für Frauen noch nicht im Meisterschaftsprogramm |
| 1949 | Bremen           | 6. August     | Otto Eitel (TSV Esslingen)                    | 31:39,8    | Wettbewerb für Frauen noch nicht im Meisterschaftsprogramm | Wettbewerb für Frauen noch nicht im Meisterschaftsprogramm |
| 1948 | Nürnberg         | 14. August    | Otto Eitel (TSV Esslingen)                    | 31:49,0    | Wettbewerb für Frauen noch nicht im Meisterschaftsprogramm | Wettbewerb für Frauen noch nicht im Meisterschaftsprogramm |

## Meister in derDDRbzw. derSBZvon 1950 bis 1990 (DVfL)
| Jahr | Ort                        | Datum         | Männer                                      | Männer     | Frauen                                                     | Frauen                                                     |
| Jahr | Ort                        | Datum         | Athlet                                      | Zeit [min] | Athletin                                                   | Zeit [min]                                                 |
| ---- | -------------------------- | ------------- | ------------------------------------------- | ---------- | ---------------------------------------------------------- | ---------------------------------------------------------- |
| 1990 | Potsdam                    | 2. Juni       | Carsten Eich (SC DHfK Leipzig)              | 28:35,44   | Kathrin Ullrich (SC Dynamo Berlin)                         | 32:25,14                                                   |
| 1989 | Rostock                    | 22. Juni      | Hagen Melzer (SC Einheit Dresden)           | 28:50,60   | Kathrin Ullrich (SC Dynamo Berlin)                         | 32:22,55                                                   |
| 1988 | Potsdam                    | 9. Juni       | Hansjörg Kunze (SC Empor Rostock)           | 27:55,85   | Kathrin Ullrich (SC Dynamo Berlin)                         | 31:26,79                                                   |
| 1987 | Potsdam                    | 5. Juni       | Hansjörg Kunze (SC Empor Rostock)           | 27:39,60   | Kathrin Ullrich (SC Dynamo Berlin)                         | 32:40,10                                                   |
| 1986 | Jena                       | 31. Mai       | Hansjörg Kunze (SC Empor Rostock)           | 27:34,68   | Ulrike Bruns, geb. Klapezynski (ASK Vorwärts Potsdam)      | 32:13,41                                                   |
| 1985 | Dresden                    | 29. Mai       | Werner Schildhauer (SC Chemie Halle)        | 28:29,27   | Ines Bibernell (SC Chemie Halle)                           | 33:17,0                                                    |
| 1984 | Potsdam                    | 5. Mai        | Hansjörg Kunze (SC Empor Rostock)           | 27:33,10   | Wettbewerb für Frauen noch nicht im Meisterschaftsprogramm | Wettbewerb für Frauen noch nicht im Meisterschaftsprogramm |
| 1983 | Jena                       | 28. Mai       | Werner Schildhauer (SC Chemie Halle)        | 27:24,95   | Wettbewerb für Frauen noch nicht im Meisterschaftsprogramm | Wettbewerb für Frauen noch nicht im Meisterschaftsprogramm |
| 1982 | Jena                       | 29. Mai       | Werner Schildhauer (SC Chemie Halle)        | 27:33,66   | Wettbewerb für Frauen noch nicht im Meisterschaftsprogramm | Wettbewerb für Frauen noch nicht im Meisterschaftsprogramm |
| 1981 | Cottbus                    | 11. Mai       | Werner Schildhauer (SC Chemie Halle)        | 28:11,23   | Wettbewerb für Frauen noch nicht im Meisterschaftsprogramm | Wettbewerb für Frauen noch nicht im Meisterschaftsprogramm |
| 1980 | Cottbus                    | 18. Juli      | Waldemar Cierpinski (SC Chemie Halle)       | 28:51,2    | Wettbewerb für Frauen noch nicht im Meisterschaftsprogramm | Wettbewerb für Frauen noch nicht im Meisterschaftsprogramm |
| 1979 | Leipzig                    | 7. Juli       | Waldemar Cierpinski (SC Chemie Halle)       | 28:54,0    | Wettbewerb für Frauen noch nicht im Meisterschaftsprogramm | Wettbewerb für Frauen noch nicht im Meisterschaftsprogramm |
| 1978 | Leipzig                    | 30. Juni      | Karl-Heinz Leiteritz (SC Einheit Dresden)   | 28:57,2    | Wettbewerb für Frauen noch nicht im Meisterschaftsprogramm | Wettbewerb für Frauen noch nicht im Meisterschaftsprogramm |
| 1977 | Dresden                    | 30. Juni      | Jörg Peter (SC Einheit Dresden)             | 28:27,1    | Wettbewerb für Frauen noch nicht im Meisterschaftsprogramm | Wettbewerb für Frauen noch nicht im Meisterschaftsprogramm |
| 1976 | Karl-Marx-Stadt / Chemnitz | 5. August     | Lutz Obschonka (SC Einheit Dresden)         | 28:39,2    | Wettbewerb für Frauen noch nicht im Meisterschaftsprogramm | Wettbewerb für Frauen noch nicht im Meisterschaftsprogramm |
| 1975 | Erfurt                     | 22. August    | Lutz Obschonka (SC Einheit Dresden)         | 28:42,8    | Wettbewerb für Frauen noch nicht im Meisterschaftsprogramm | Wettbewerb für Frauen noch nicht im Meisterschaftsprogramm |
| 1974 | Leipzig                    | 4. Juli       | Manfred Kuschmann (SC Chemie Halle)         | 29:09,6    | Wettbewerb für Frauen noch nicht im Meisterschaftsprogramm | Wettbewerb für Frauen noch nicht im Meisterschaftsprogramm |
| 1973 | Dresden                    | 20. Juli      | Jürgen Haase (SC Leipzig)                   | 28:34,4    | Wettbewerb für Frauen noch nicht im Meisterschaftsprogramm | Wettbewerb für Frauen noch nicht im Meisterschaftsprogramm |
| 1972 | Erfurt                     | 22. Juni      | Jürgen Haase (SC Leipzig)                   | 28:23,4    | Wettbewerb für Frauen noch nicht im Meisterschaftsprogramm | Wettbewerb für Frauen noch nicht im Meisterschaftsprogramm |
| 1971 | Leipzig                    | 25. Juni      | Paul Krebs (ASK Vorwärts Potsdam)           | 28:53,6    | Wettbewerb für Frauen noch nicht im Meisterschaftsprogramm | Wettbewerb für Frauen noch nicht im Meisterschaftsprogramm |
| 1970 | Erfurt                     | 3. Juli       | Jürgen Haase (SC Leipzig)                   | 28:26,0    | Wettbewerb für Frauen noch nicht im Meisterschaftsprogramm | Wettbewerb für Frauen noch nicht im Meisterschaftsprogramm |
| 1969 | Berlin                     | 31. Juli      | Jürgen Busch (ASK Vorwärts Potsdam)         | 29:09,8    | Wettbewerb für Frauen noch nicht im Meisterschaftsprogramm | Wettbewerb für Frauen noch nicht im Meisterschaftsprogramm |
| 1968 | Erfurt                     | 8. August     | Jürgen Haase (SC Leipzig)                   | 29:12,8    | Wettbewerb für Frauen noch nicht im Meisterschaftsprogramm | Wettbewerb für Frauen noch nicht im Meisterschaftsprogramm |
| 1967 | Halle                      | 27. Juli      | Paul Krebs (ASK Vorwärts Potsdam)           | 29:26,0    | Wettbewerb für Frauen noch nicht im Meisterschaftsprogramm | Wettbewerb für Frauen noch nicht im Meisterschaftsprogramm |
| 1966 | Jena                       | 20. Juli      | Jürgen Haase (SC Leipzig)                   | 28:45,4    | Wettbewerb für Frauen noch nicht im Meisterschaftsprogramm | Wettbewerb für Frauen noch nicht im Meisterschaftsprogramm |
| 1965 | Karl-Marx-Stadt / Chemnitz | 23. Juli      | Jürgen Haase (SC Leipzig)                   | 29:04,4    | Wettbewerb für Frauen noch nicht im Meisterschaftsprogramm | Wettbewerb für Frauen noch nicht im Meisterschaftsprogramm |
| 1964 | Jena                       | 10. Juli      | Siegfried Herrmann (SC Turbine Erfurt)      | 29:16,4    | Wettbewerb für Frauen noch nicht im Meisterschaftsprogramm | Wettbewerb für Frauen noch nicht im Meisterschaftsprogramm |
| 1963 | Jena                       | 30. August    | Friedrich Janke (ASK Vorwärts Berlin)       | 29:34,2    | Wettbewerb für Frauen noch nicht im Meisterschaftsprogramm | Wettbewerb für Frauen noch nicht im Meisterschaftsprogramm |
| 1962 | Dresden                    | 28. September | Friedrich Janke (ASK Vorwärts Berlin)       | 29:38,6    | Wettbewerb für Frauen noch nicht im Meisterschaftsprogramm | Wettbewerb für Frauen noch nicht im Meisterschaftsprogramm |
| 1961 | Jena                       | 20. August    | Friedrich Janke (ASK Vorwärts Berlin)       | 29:35,0    | Wettbewerb für Frauen noch nicht im Meisterschaftsprogramm | Wettbewerb für Frauen noch nicht im Meisterschaftsprogramm |
| 1960 | Leipzig                    | 22. Juli      | Bruno Bartholome (ASK Vorwärts Berlin)      | 30:56,8    | Wettbewerb für Frauen noch nicht im Meisterschaftsprogramm | Wettbewerb für Frauen noch nicht im Meisterschaftsprogramm |
| 1959 | Leipzig                    | 13. August    | Friedrich Janke (ASK Vorwärts Berlin)       | 30:03,2    | Wettbewerb für Frauen noch nicht im Meisterschaftsprogramm | Wettbewerb für Frauen noch nicht im Meisterschaftsprogramm |
| 1958 | Jena                       | 18. Juli      | Gerhard Hönicke (SC Wismut Karl-Marx-Stadt) | 29:50,8    | Wettbewerb für Frauen noch nicht im Meisterschaftsprogramm | Wettbewerb für Frauen noch nicht im Meisterschaftsprogramm |
| 1957 | Berlin                     | 12. Juli      | Friedrich Janke (ASK Vorwärts Berlin)       | 30:13,8    | Wettbewerb für Frauen noch nicht im Meisterschaftsprogramm | Wettbewerb für Frauen noch nicht im Meisterschaftsprogramm |
| 1956 | Erfurt                     | 26. Juli      | Günter Havenstein (ZSK Vorwärts Berlin)     | 30:04,8    | Wettbewerb für Frauen noch nicht im Meisterschaftsprogramm | Wettbewerb für Frauen noch nicht im Meisterschaftsprogramm |
| 1955 | Jena                       | 2. September  | Klaus Porbadnik (SC Lok Leipzig)            | 31:21,4    | Wettbewerb für Frauen noch nicht im Meisterschaftsprogramm | Wettbewerb für Frauen noch nicht im Meisterschaftsprogramm |
| 1954 | Dresden                    | 23. Juli      | Heinz Braun (Lok LVB Leipzig)               | 31:13,6    | Wettbewerb für Frauen noch nicht im Meisterschaftsprogramm | Wettbewerb für Frauen noch nicht im Meisterschaftsprogramm |
| 1953 | Leipzig                    | 13. Juli      | Heinz Braun (Lok LVB Leipzig)               | 31:52,2    | Wettbewerb für Frauen noch nicht im Meisterschaftsprogramm | Wettbewerb für Frauen noch nicht im Meisterschaftsprogramm |
| 1952 | Jena                       | 6. Juli       | Heinz Braun (Lok LVB Leipzig)               | 32:47,8    | Wettbewerb für Frauen noch nicht im Meisterschaftsprogramm | Wettbewerb für Frauen noch nicht im Meisterschaftsprogramm |
| 1951 | Erfurt                     | 14. Juli      | H. Reymann (Meißen)                         | 33:19,8    | Wettbewerb für Frauen noch nicht im Meisterschaftsprogramm | Wettbewerb für Frauen noch nicht im Meisterschaftsprogramm |
| 1950 | Halberstadt                | 22. Juli      | Max Gebhardt (KWU Dresden)                  | 33:10,0    | Wettbewerb für Frauen noch nicht im Meisterschaftsprogramm | Wettbewerb für Frauen noch nicht im Meisterschaftsprogramm |

## Deutsche Meister 1919 bis 1947 (DLV)
In diesen Jahren wurde der 10.000-Meter-Lauf nur für Männer ausgetragen.
| Jahr | Ort                                                         | Datum                                                       | Athlet                                                      | Zeit [min]                                                  |
| ---- | ----------------------------------------------------------- | ----------------------------------------------------------- | ----------------------------------------------------------- | ----------------------------------------------------------- |
| 1947 | Köln                                                        | 9. August                                                   | Otto Eitel (TSV Esslingen)                                  | 31:52,8                                                     |
| 1946 | Frankfurt am Main                                           | 25. August                                                  | Otto Eitel (TSV Esslingen)                                  | 32:24,4                                                     |
| 1945 | kriegsbedingt keine Deutschen Leichtathletikmeisterschaften | kriegsbedingt keine Deutschen Leichtathletikmeisterschaften | kriegsbedingt keine Deutschen Leichtathletikmeisterschaften | kriegsbedingt keine Deutschen Leichtathletikmeisterschaften |
| 1944 | kriegsbedingt keine Deutschen Leichtathletikmeisterschaften | kriegsbedingt keine Deutschen Leichtathletikmeisterschaften | kriegsbedingt keine Deutschen Leichtathletikmeisterschaften | kriegsbedingt keine Deutschen Leichtathletikmeisterschaften |
| 1943 | Wettbewerb nicht ausgetragen                                | Wettbewerb nicht ausgetragen                                | Wettbewerb nicht ausgetragen                                | Wettbewerb nicht ausgetragen                                |
| 1942 | Berlin                                                      | 26. Juli                                                    | Otto Eitel (TSV Esslingen)                                  | 31:50,8                                                     |
| 1941 | Berlin                                                      | 20. Juli                                                    | Max Syring (KTV Wittenberg)                                 | 31:00,1                                                     |
| 1940 | Berlin                                                      | 10. August                                                  | Anton Haushofer (PSV München)                               | 31:29,4                                                     |
| 1939 | Berlin                                                      | 8. Juli                                                     | Max Syring (KTV Wittenberg)                                 | 30:57,4                                                     |
| 1938 | Breslau                                                     | 30. Juli                                                    | Josef Berg (ASV Köln)                                       | 31:31,0                                                     |
| 1937 | Berlin                                                      | 24. Juli                                                    | Walter Schönrock (KTV Wittenberg)                           | 31:49,4                                                     |
| 1936 | Berlin                                                      | 11. Juli                                                    | Max Syring (KTV Wittenberg)                                 | 31:37,2                                                     |
| 1935 | Berlin                                                      | 2. August                                                   | Heinrich Haag (SV Darmstadt 98)                             | 31:41,6                                                     |
| 1934 | Nürnberg                                                    | 27. Juli                                                    | Max Syring (KTV Wittenberg)                                 | 32:04,0                                                     |
| 1933 | Köln                                                        | 11. August                                                  | Max Syring (KTV Wittenberg)                                 | 31:38,0                                                     |
| 1932 | Hannover                                                    | 2. Juli                                                     | Max Syring (KTV Wittenberg)                                 | 31:21,2                                                     |
| 1931 | Berlin                                                      | 1. August                                                   | Otto Petri (DSV Hannover 78)                                | 31:59,2                                                     |
| 1930 | Magdeburg                                                   | 3. August                                                   | Otto Petri (DSV Hannover 78)                                | 32:18,6                                                     |
| 1929 | Breslau                                                     | 21. Juli                                                    | Erich Kraft (SpVgg 1908 Bautzen)                            | 34:16,5                                                     |
| 1928 | Düsseldorf                                                  | 15. Juli                                                    | Otto Kohn (SC Teutonia 99 Berlin)                           | 32:36,4                                                     |
| 1927 | Berlin                                                      | 17. Juli                                                    | Otto Petri (Hellas Hamburg)                                 | 32:00,8                                                     |
| 1926 | Leipzig                                                     | 8. August                                                   | Alfred Rätze (VfB Luckenwalde)                              | 32:20,8                                                     |
| 1925 | Berlin                                                      | 9. August                                                   | Fred Wachsmuth (Berliner SC)                                | 32:54,0                                                     |
| 1924 | Stettin                                                     | 10. August                                                  | Fritz Graßmann (Vielau)                                     | 33;07,4                                                     |
| 1923 | Frankfurt am Main                                           | 19. August                                                  | Emil Bedarff (Eintracht Frankfurt)                          | 32:49,8                                                     |
| 1922 | Duisburg                                                    | 20. August                                                  | Emil Bedarff (Eintracht Frankfurt)                          | 32:47,6                                                     |
| 1921 | Hamburg                                                     | 21. August                                                  | Gregor Vietz (Berliner AK 07)                               | 34:27,4                                                     |
| 1920 | Dresden                                                     | 15. August                                                  | Gregor Vietz (Berliner AK 07)                               | 34:05,5                                                     |
| 1919 | Nürnberg                                                    | 24. August                                                  | Hermann Sonnenberg (Eintracht Braunschweig)                 | 34:17,8                                                     |